# Hachijō-jima

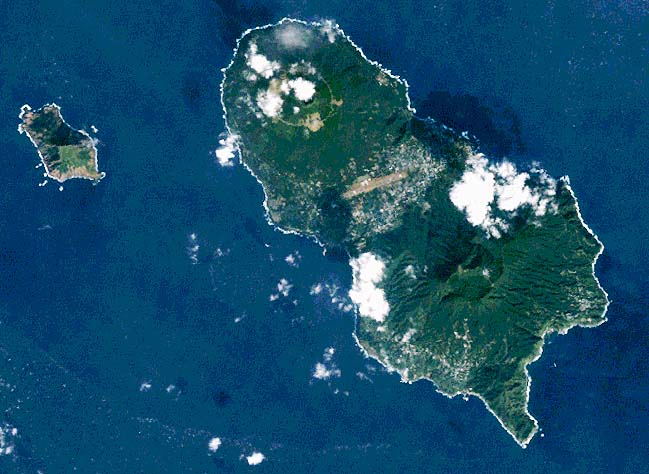
Hachijō-jima (destra) e Hachijō-kojima (sinistra)

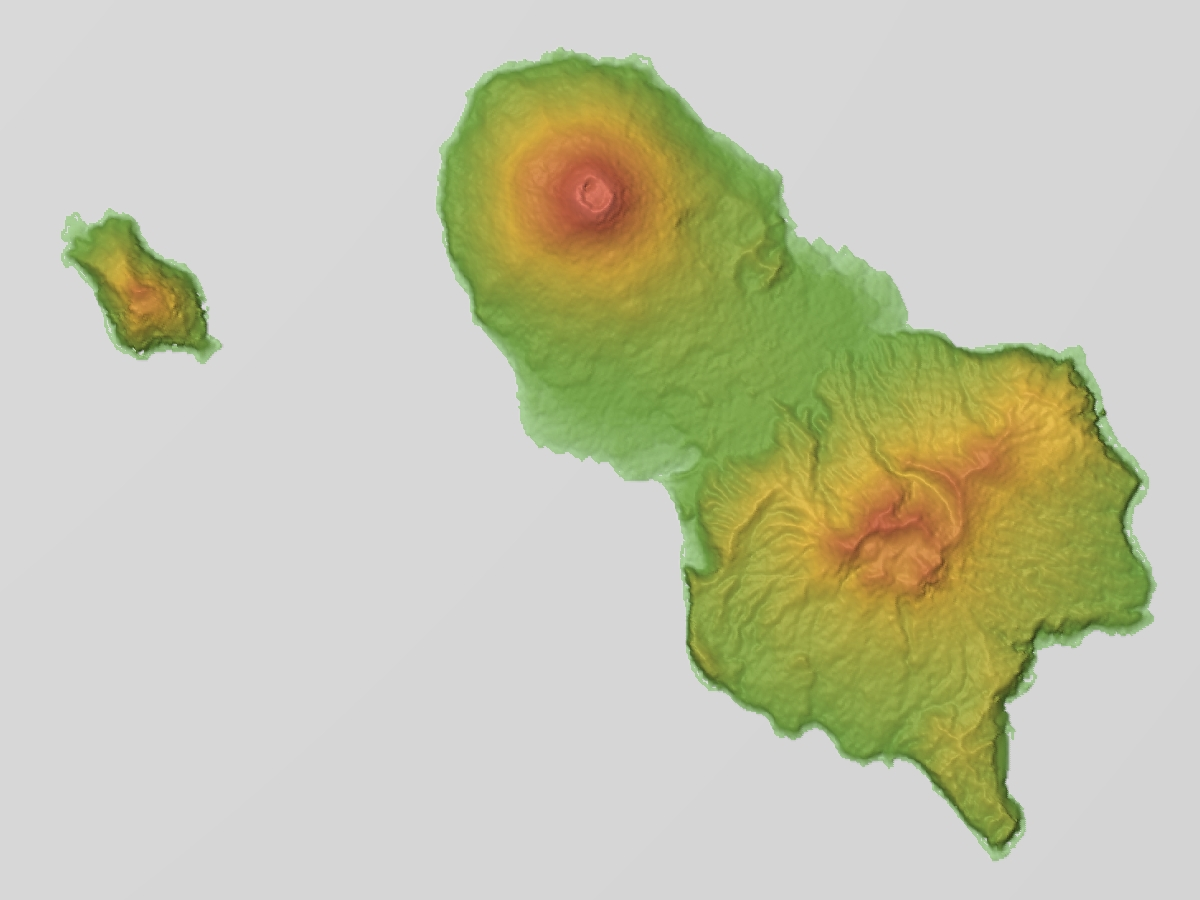
Mappa del rilievo

Hachijō-jima (八丈島?) è un'isola giapponese di tipo vulcanico nel Mar delle Filippine. L'isola è amministrata da Tōkyō e situata approssimativamente 287 km a sud dei quartieri speciali di Tōkyō. È la più meridionale e la più isolata del gruppo delle sette isole settentrionali dell'arcipelago delle Izu. La principale comunità sull'isola è Mitsune; altre comunità sono Nakanogo, Kashitate e Ōkago, che amministrativamente fanno tutte parte della città di Hachijō, sotto la sottoprefettura di Hachijō nella città metropolitana di Tōkyō. Al 2009, la popolazione dell'isola era di 8.363 persone che vivevano su 63 km². L'altura più elevata è di circa 850 m. Hachijō-jima è anche all'interno del Parco nazionale Fuji-Hakone-Izu.

## Geologia
Hachijō-jima è un'isola vulcanica composta di 14,5 km di lunghezza con una larghezza massima di 8 km. L'isola è dominata da due stratovulcani. L'Higashi-yama (東山?), chiamato anche  Mihara-yama (三原山?), ha un'altezza di 701 m, e fu attivo dal 100.000 a.C. al 1700 a.C., ha fianchi erosi e conserva una caldera caratteristica. Il Nishi-yama (西山?), chiamato anche Hachijō-fuji (八丈富士?)) è il punto più alto sull'isola ed è il picco più elevato dell'intera catena delle Isole Izu, con un'altezza di 854 m. La vetta è occupata da una caldera poco profonda con un diametro di 400 m e una profondità di circa 50 m. È classificato come vulcano attivo di classe C dall'Agenzia meteorologica giapponese con eruzioni registrate nella storia recente nel 1487, 1518, 1522-1523, 1605 e 1606. In mezzo a questi due picchi vi sono oltre 20 vulcani dal fianco e coni piroclastici.

## Storia
Hachijō-jima è stata abitata almeno a partire dal periodo Jōmon, e gli archeologi hanno trovato magatama e altri resti. Sotto il sistema Ritsuryō del primo periodo Nara, l'isola faceva parte della provincia di Suruga. Fu trasferita alla provincia di Izu quando Izu si separò da Suruga nel 680. Durante il periodo Heian, Minamoto no Tametomo fu bandito a Izu Ōshima dopo una ribellione fallita, ma per una storia semileggendaria fuggì ad Hachijō-jima, dove tentò di fondare un regno indipendente.
Durante il periodo Edo, l'isola divenne nota come luogo di esilio per condannati, soprattutto Ukita Hideie, un daimyō che fu sconfitto nella battaglia di Sekigahara. Originariamente l'isola era un luogo di esilio principalmente per figure politiche, ma a partire dal 1704 i criteri per il bando furono ampliati. I crimini punibili con la messa al bando includevamo l'omicidio, il furto, l'incendio doloso, la rissa, il gioco d'azzardo, la frode, l'evasione, lo stupro e l'appartenenza a un gruppo religioso fuorilegge. I criminali esiliati sull'isola non furono mai informati riguardo alla lunghezza delle loro condanne, e la storia dell'isola è piena di tentativi di fuga sventati. Il suo uso come isola prigione finì durante il Rinnovamento Meiji; dopo un'amnistia generale nel 1868 la maggior parte dei residenti dell'isola scelsero di trasferirsi sul continente, tuttavia la politica di messa al bando fu abolita ufficialmente solo nel 1881.
L'isola fu visitata dall'ex presidente statunitense Ulysses S. Grant durante il suo giro del mondo del 1877. Gli fu dato un caloroso benvenuto dai residenti dell'isola, che erano consapevoli dei suoi successi nella Guerra di secessione. Grant fu cerimoniosamente adottato dal capo villaggio, venendogli dato il nome Yūtarotaishō, che significa "generale coraggioso" nel dialetto locale e che gli fu offerto con un rosario da preghiera fatto di perle e gemme. Grant dichiarò che i residenti dell'isola erano il "popolo più amichevole del Pacifico".
Nel 1900, pionieri di Hachijō divennero i primi abitanti delle Isole Daitō, dove istituirono un'industria per la coltivazione dalla canna da zucchero. La lingua di Hachijō è ancora parlata dalle isole al giorno d'oggi.
Durante la Guerra del Pacifico, l'isola fu considerata come un punto strategico nella difesa contro gli avvicinamenti dall'oceano verso Tokyo e, nelle ultime fasi della guerra, fu fondata una base di operazioni per i sottomarini suicidi Kaiten sulla costa meridionale. In seguito alla fine della Seconda guerra mondiale attraverso gli anni 1960, il governo fece tentativi di promuovere Hachijō-jima come le "Hawaii del Giappone" per incoraggiare lo sviluppo turistico, e il turismo rimane ad oggi una grande componente dell'economia dell'isola.

## Lingua
Il dialetto di Hachijō è la forma più divergente del giapponese; è l'unica discendente sopravvissuta del giapponese antico orientale. Il numero di parlanti non è certo; è sulla lista delle lingue in pericolo di estinzione, ed è probabile che sarà estinto entro il 2050 se non saranno prese contromisure.

## Clima
Hachijō-jima ha un clima subtropicale umido (classificazione dei climi di Köppen Cfa) con estati molto calde e inverni miti. Le precipitazioni sono abbondanti per tutto l'anno, ma sono un po' inferiori in inverno.
| Hachijō-jima (1991-2020) Fonte: JMA | Mesi        | Mesi        | Mesi        | Mesi        | Mesi        | Mesi        | Mesi        | Mesi        | Mesi        | Mesi        | Mesi        | Mesi        | Stagioni | Stagioni | Stagioni | Stagioni | Anno    |
| Hachijō-jima (1991-2020) Fonte: JMA | Gen         | Feb         | Mar         | Apr         | Mag         | Giu         | Lug         | Ago         | Set         | Ott         | Nov         | Dic         | Inv      | Pri      | Est      | Aut      | Anno    |
| ----------------------------------- | ----------- | ----------- | ----------- | ----------- | ----------- | ----------- | ----------- | ----------- | ----------- | ----------- | ----------- | ----------- | -------- | -------- | -------- | -------- | ------- |
| T. max. media (°C)                  | 12,9        | 13,5        | 15,8        | 18,9        | 21,8        | 24,1        | 27,7        | 29,6        | 27,6        | 23,8        | 20,0        | 15,6        | 14,0     | 18,8     | 27,1     | 23,8     | 20,9    |
| T. media (°C)                       | 10,1        | 10,4        | 12,5        | 15,8        | 18,8        | 21,3        | 25,2        | 26,5        | 24,5        | 21,0        | 16,9        | 12,7        | 11,1     | 15,7     | 24,3     | 20,8     | 18,0    |
| T. min. media (°C)                  | 7,6         | 7,5         | 9,3         | 12,9        | 16,2        | 19,4        | 23,3        | 24,3        | 22,3        | 18,7        | 14,2        | 9,9         | 8,3      | 12,8     | 22,3     | 18,4     | 15,5    |
| T. max. assoluta (°C)               | 21,5 (1969) | 21,9 (2009) | 22,7 (2013) | 26,3 (1998) | 27,4 (2008) | 30,4 (2004) | 34,2 (1942) | 34,8 (1942) | 33,2 (2010) | 31,0 (1945) | 26,3 (2000) | 24,6 (1953) | 24,6     | 27,4     | 34,8     | 33,2     | 34,8    |
| T. min. assoluta (°C)               | −1,8 (1997) | −2,0 (1981) | 0,0 (1946)  | 4,5 (1985)  | 8,3 (1908)  | 11,5 (1921) | 15,6 (1976) | 16,7 (1906) | 14,7 (1906) | 10,4 (1942) | 5,9 (1970)  | 0,3 (1916)  | −2,0     | 0,0      | 11,5     | 5,9      | −2,0    |
| Giorni di calura (Tmax ≥ 30 °C)     | 0,0         | 0,0         | 0,0         | 0,0         | 0,0         | 0,1         | 4,2         | 12,6        | 4,4         | 0,0         | 0,0         | 0,0         | 0,0      | 0,0      | 16,9     | 4,4      | 21,3    |
| Nuvolosità (okta al giorno)         | 7,7         | 7,6         | 7,6         | 7,1         | 8,0         | 8,9         | 8,3         | 7,0         | 7,4         | 7,4         | 7,2         | 6,9         | 7,4      | 7,6      | 8,1      | 7,3      | 7,6     |
| Precipitazioni (mm)                 | 201,7       | 205,5       | 296,5       | 215,2       | 256,7       | 390,3       | 254,1       | 169,5       | 360,5       | 479,1       | 277,4       | 200,2       | 607,4    | 768,4    | 813,9    | 1 117,0  | 3 306,7 |
| Giorni di pioggia                   | 14,1        | 13,7        | 16,3        | 12,9        | 12,7        | 15,3        | 10,5        | 10,8        | 15,0        | 16,5        | 14,0        | 14,3        | 42,1     | 41,9     | 36,6     | 45,5     | 166,1   |
| Giorni di nebbia                    | 0,0         | 0,0         | 0,6         | 2,5         | 3,5         | 9,4         | 8,3         | 1,6         | 1,0         | 0,7         | 0,1         | 0,0         | 0,0      | 6,6      | 19,3     | 1,8      | 27,7    |
| Umidità relativa media (%)          | 68          | 69          | 71          | 77          | 84          | 91          | 92          | 87          | 86          | 82          | 74          | 69          | 68,7     | 77,3     | 90       | 80,7     | 79,2    |
| Ore di soleggiamento mensili        | 84,9        | 87,8        | 124,5       | 139,4       | 148,5       | 87,1        | 137,3       | 185,9       | 139,6       | 107,1       | 102,6       | 100,4       | 273,1    | 412,4    | 410,3    | 349,3    | 1 445,1 |
| Pressione a 0 metri s.l.m. (hPa)    | 997,5       | 997,6       | 996,9       | 996,2       | 994,5       | 991,9       | 992,5       | 993,0       | 994,6       | 997,2       | 999,4       | 998,8       | 998,0    | 995,9    | 992,5    | 997,1    | 995,8   |
| Tensione di vapore (hPa)            | 8,8         | 9,1         | 10,8        | 14,1        | 18,2        | 23,6        | 29,2        | 30,2        | 26,9        | 20,4        | 14,9        | 10,5        | 9,5      | 14,4     | 27,7     | 20,7     | 18,1    |
| Vento (direzione-m/s)               | W 5,1       | W 5,6       | W 5,3       | W 4,8       | SW 4,7      | SW 4,5      | SW 4,3      | SW 3,7      | ENE 3,7     | ENE 5,6     | W 4,6       | W 5,1       | 5,3      | 4,9      | 4,2      | 4,6      | 4,8     |

## Trasporti
Hachijō-jima è accessibile sia in aereo sia in traghetto. Un traghetto parte da Tōkyō una volta al giorno alle 22:30, e arriva ad Hachijō-jima alle 8:50 del giorno seguente. Il viaggio in aereo dall'Aeroporto di Hachijō-jima impiega 45 minuti dall'Aeroporto Internazionale di Tōkyō (Haneda).

## Attrazioni notevoli
L'isola ospita l'Hachijo Royal Resort, un albergo di lusso in stile barocco francese, ora abbandonato, che fu costruito durante il boom del turismo degli anni 1960. Quando l'albergo fu costruito nel 1963 era uno dei più grandi del Giappone e attraeva visitatori da tutto il paese. L'albergo infine fu chiuso nel 2006 a causa del turismo declinante nell'isola. A marzo 2017, il terreno era ricoperto di vegetazione e l'edificio gravemente fatiscente.

## Attività turistiche e strutture ricettive
Le strutture ricettive su Hachijō-jima sono numerose. Ci sono molte locande in stile giapponese, stazioni termali e vari alberghi più grandi. Esiste anche un sito per il campeggio libero che è aperto tutto l'anno e non necessita di prenotazioni. Il campeggio è dotato di numerosi punti per le grigliate, di docce e di attrezzature complete per cucinare.
Hachijō-jima è una meta popolare tra i surfisti, con tre aperture tra gli scogli e un'acqua notevolmente più calda del Giappone continentale grazie alla Corrente Kuroshio. Poiché è un'isola vulcanica, ci sono alcune spiagge sabbiose nere, la più importante delle quali è accanto al porto principale di Sokodo. Numerosi e vari sono anche i punti per le immersioni subacquee. Nazumado è il più conosciuto ed è considerato uno dei cinque migliori punti per immersioni del Giappone. Le tartarughe di mare sono comuni e i ponti di lava sottomarini sono caratteristiche tipiche di un'isola vulcanica. Hachijō-jima è nota anche per le sue escursioni, le sue cascate e la sua bellezza naturale. Altre attività per i visitatori includono le visite ai giardini botanici, le esplorazioni delle gallerie del tempo di guerra e le salite sulla cima del monte Hachijō-fuji.
La pregiata stoffa di seta Kihachijō è tessua sull'isola e uno dei laboratori è aperto ai turisti. La Tokyo Electric Power Company gestisce un museo gratuito presso la sua centrale elettrica geotermica.

## Flora e fauna
Dal novembre 2015, si osservano megattere radunarsi intorno all'isola, molto a nord dalle loro aree di riproduzione conosciute nelle Isole Bonin. Tutte le attività riproduttive eccetto il parto sono state confermate e sono in corso ricerche continue da parte della città di Hachijō-jima e dell'Università di Scienza e Tecnologia Marina di Tokyo per determinare se Hachijō-jima possa diventare il terreno di riproduzione più settentrionale del mondo e le possibili aspettative per aprire una futura attrazione turistica. Le balene si possono vedere perfino dalle sorgenti termali. Anche i tursiopi indopacifici, probabilmente (ri)colonizzati da Mikura-jima, vivono intorno all'isola con altri cetacei come le pseudorche, i capodogli, e le orche (avvistate durante le ricerche sulle pseudorche nel 2017).
L'isola ospita funghi bioluminescenti noti come Mycena Lux-Coeli che significa "funghi dalla luce celestiale". I funghi si trovano ampiamente e per decenni si credette che esistessero solo sull'isola. Il nome locale per questi funghi è hato-no-hi; tradotto come "fuoco di piccione"

## Cibo

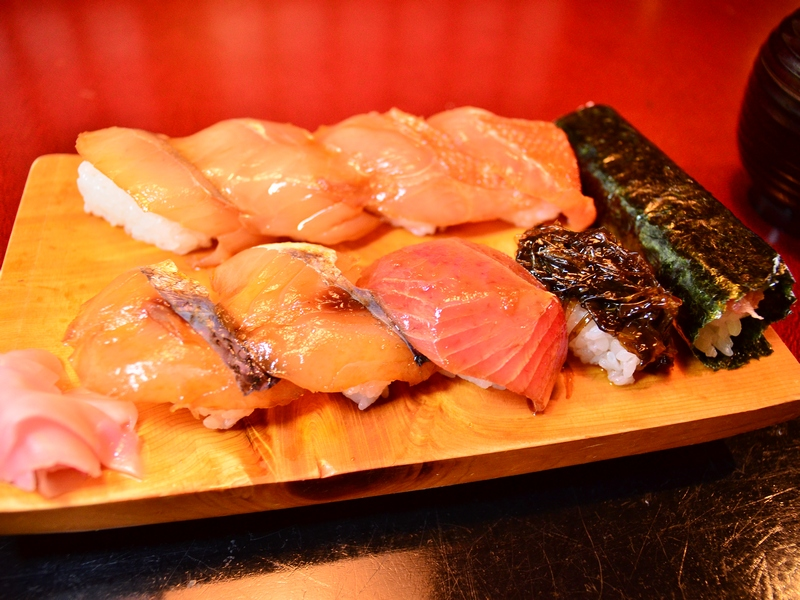
Lo shimazushi, una specialità locale

Hachijō-jima è famosa per il suo sushi; noto localmente come shimazushi e kusaya. La cucina locale fa uso anche della pianta dell'ashitaba in piatti come la soba e il tempura all'ashitaba.

## Educazione
La città gestisce la sua scuola pubblica elementare e media inferiore.
La Commissione per l'educazione del Governo metropolitano di Tōkyō gestisce invece la scuola superiore di Hachijō High School (東京都立八丈高等学校?).

## Galleria d'immagini

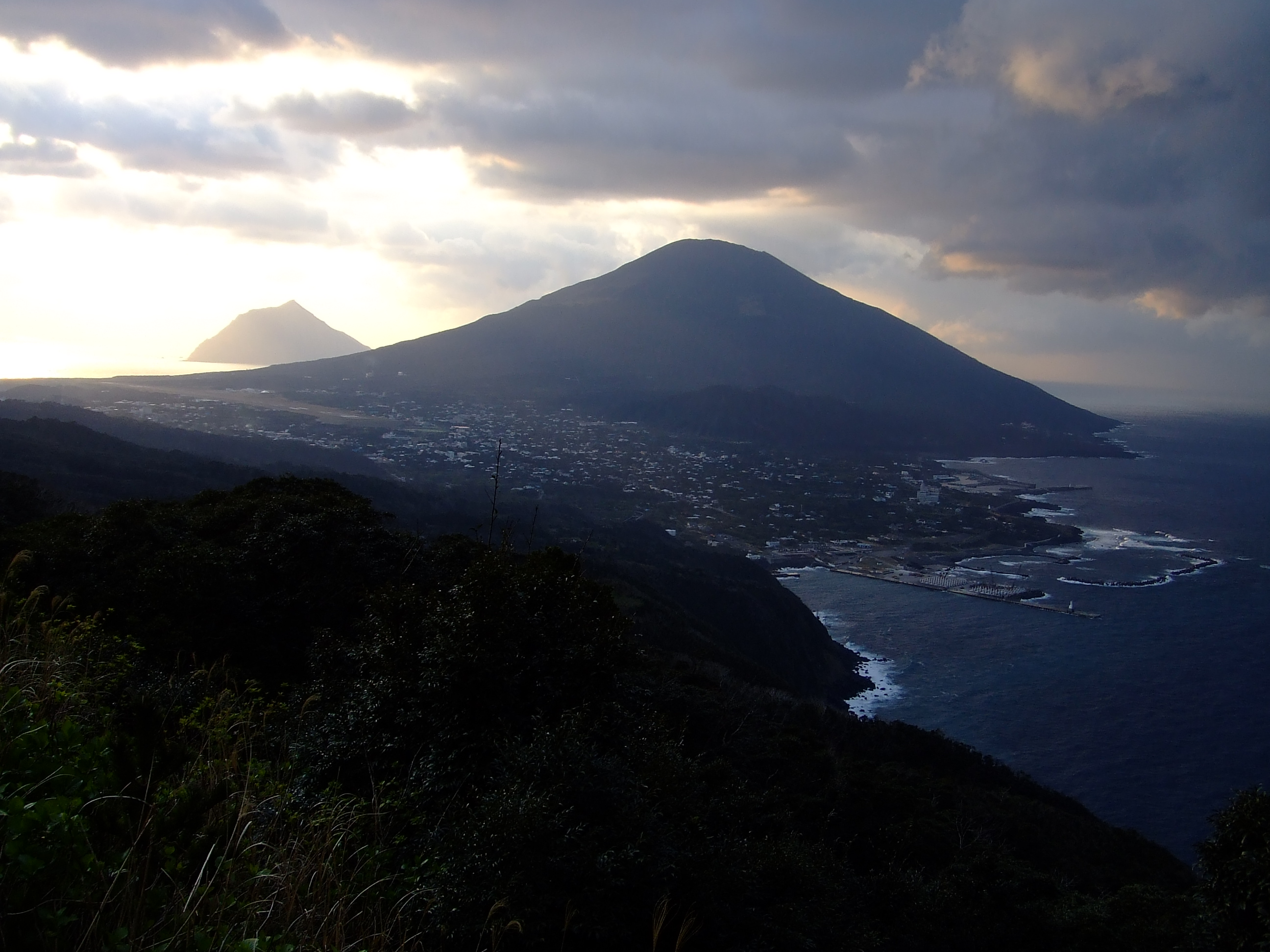
Passo di Noboryō: veduta del Monte Hachijō-Fuji e dell'isola di Hachijō-Koshima
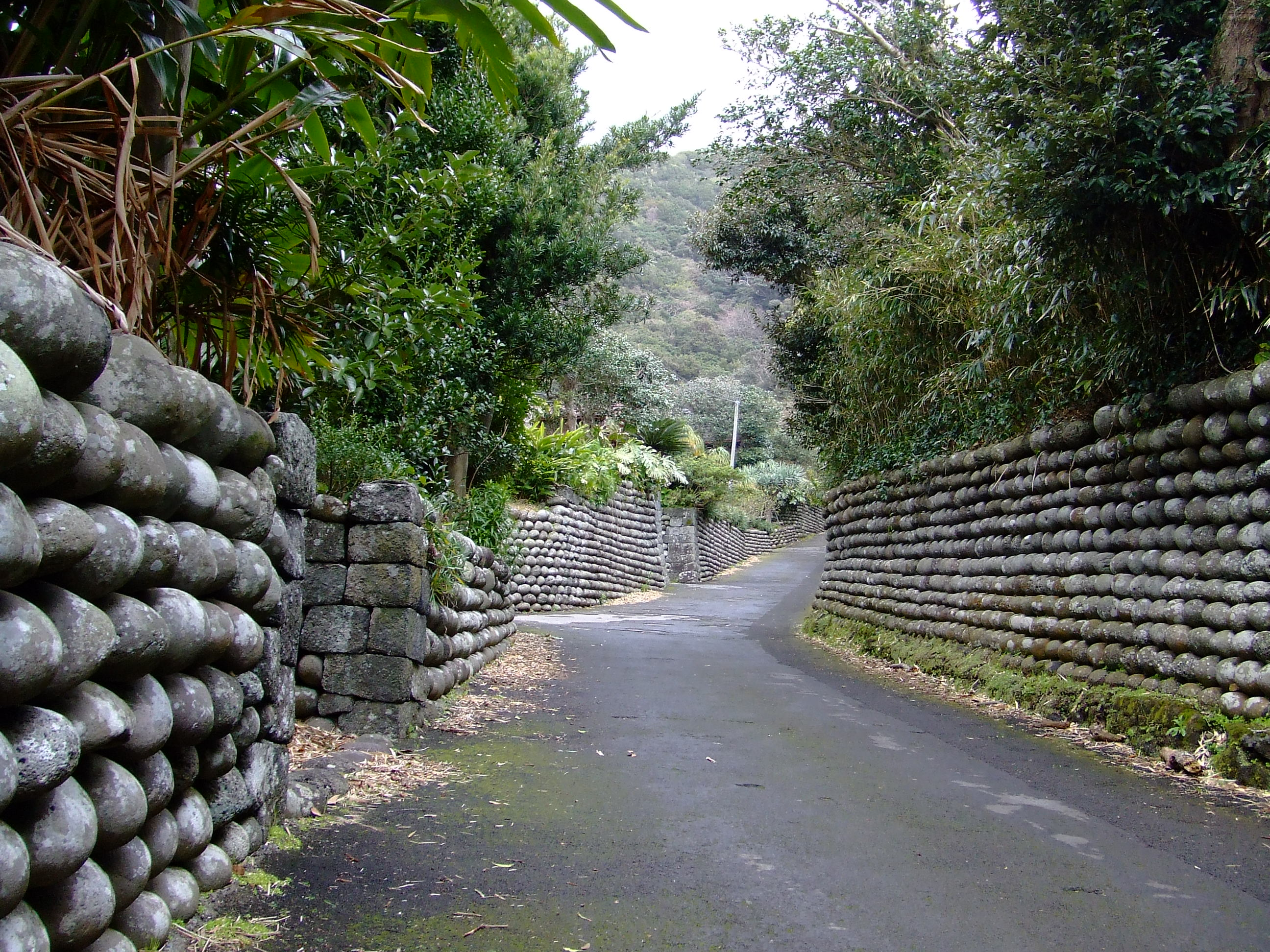
Tamaishigaki: muri costruiti dai condannati esiliati su Hachijō-jima nel Periodo Edo
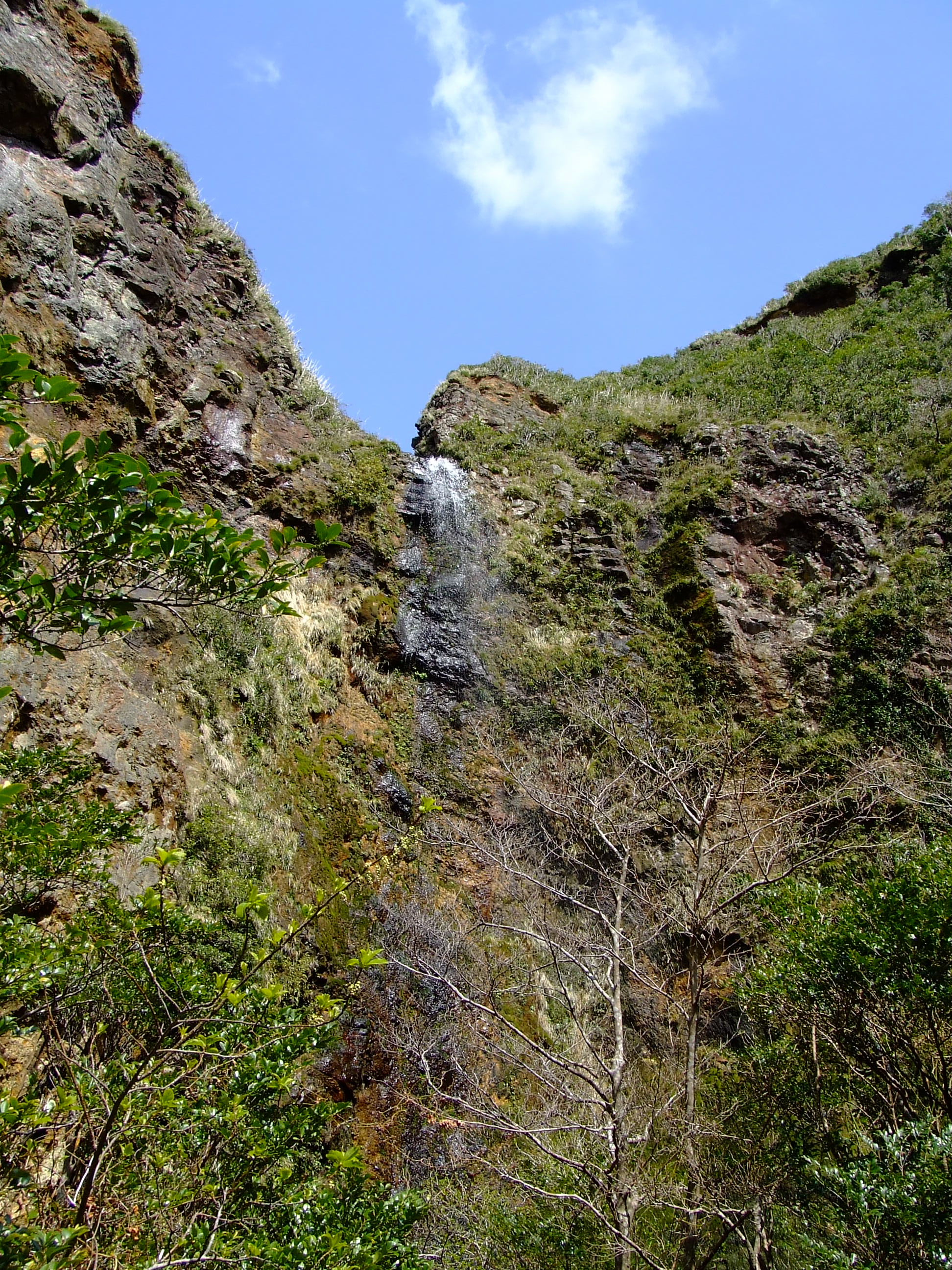
Cascata di Karataki, nelle colline intorno al Monte Mihara
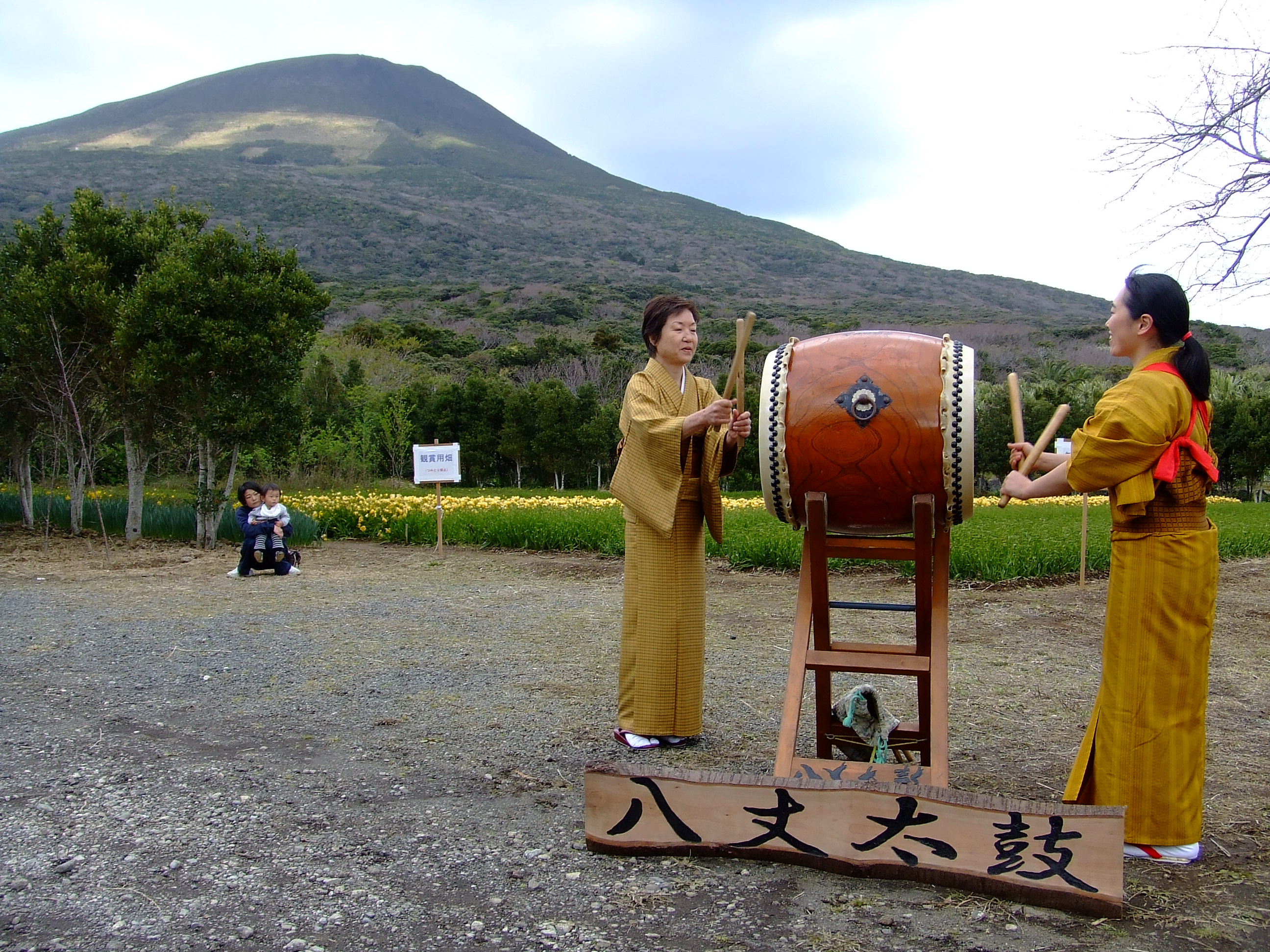
Suonatori di taiko che indossano kimono fatti con la stoffa kihachijō
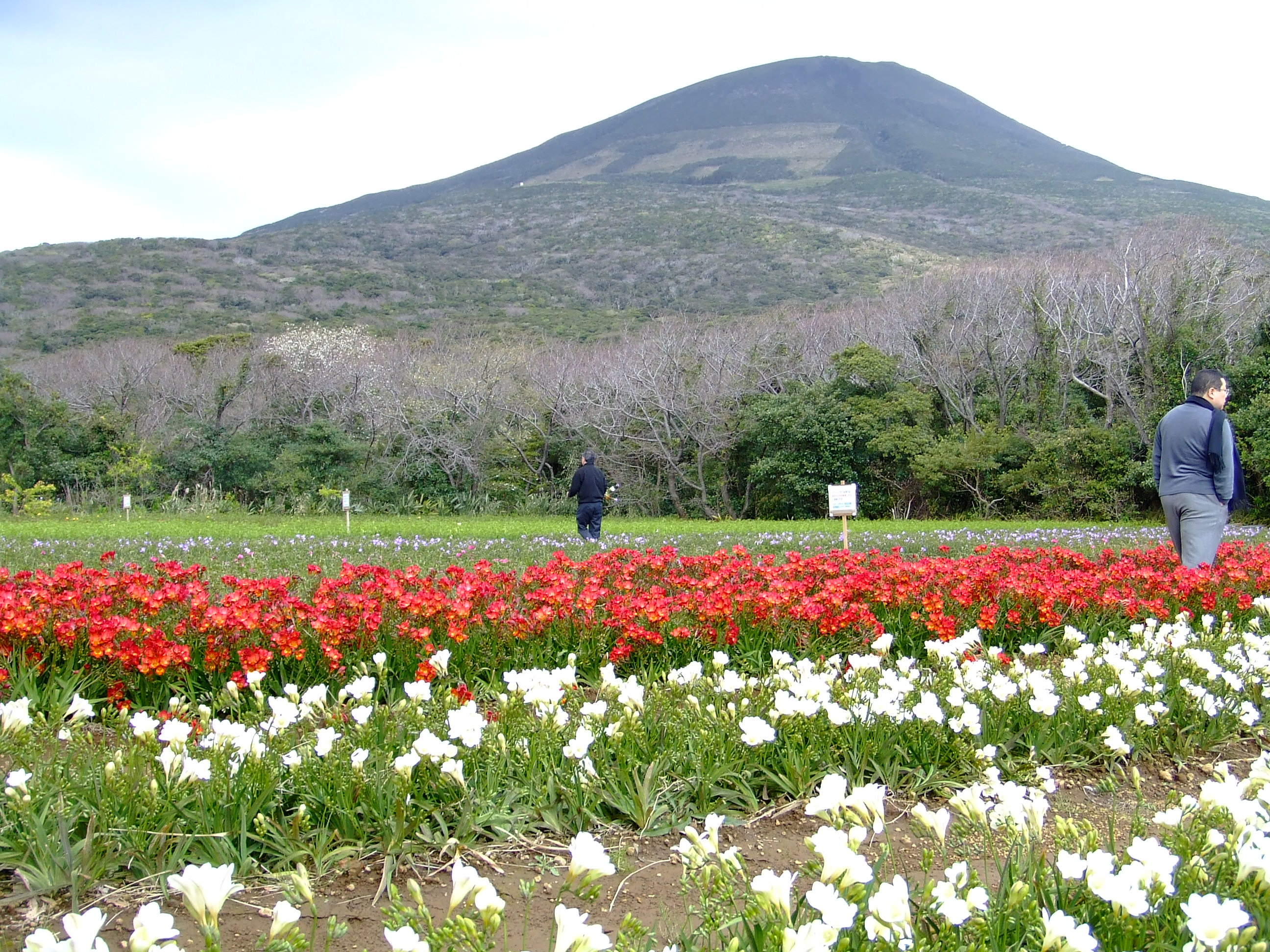
Il festival annuale della freesia
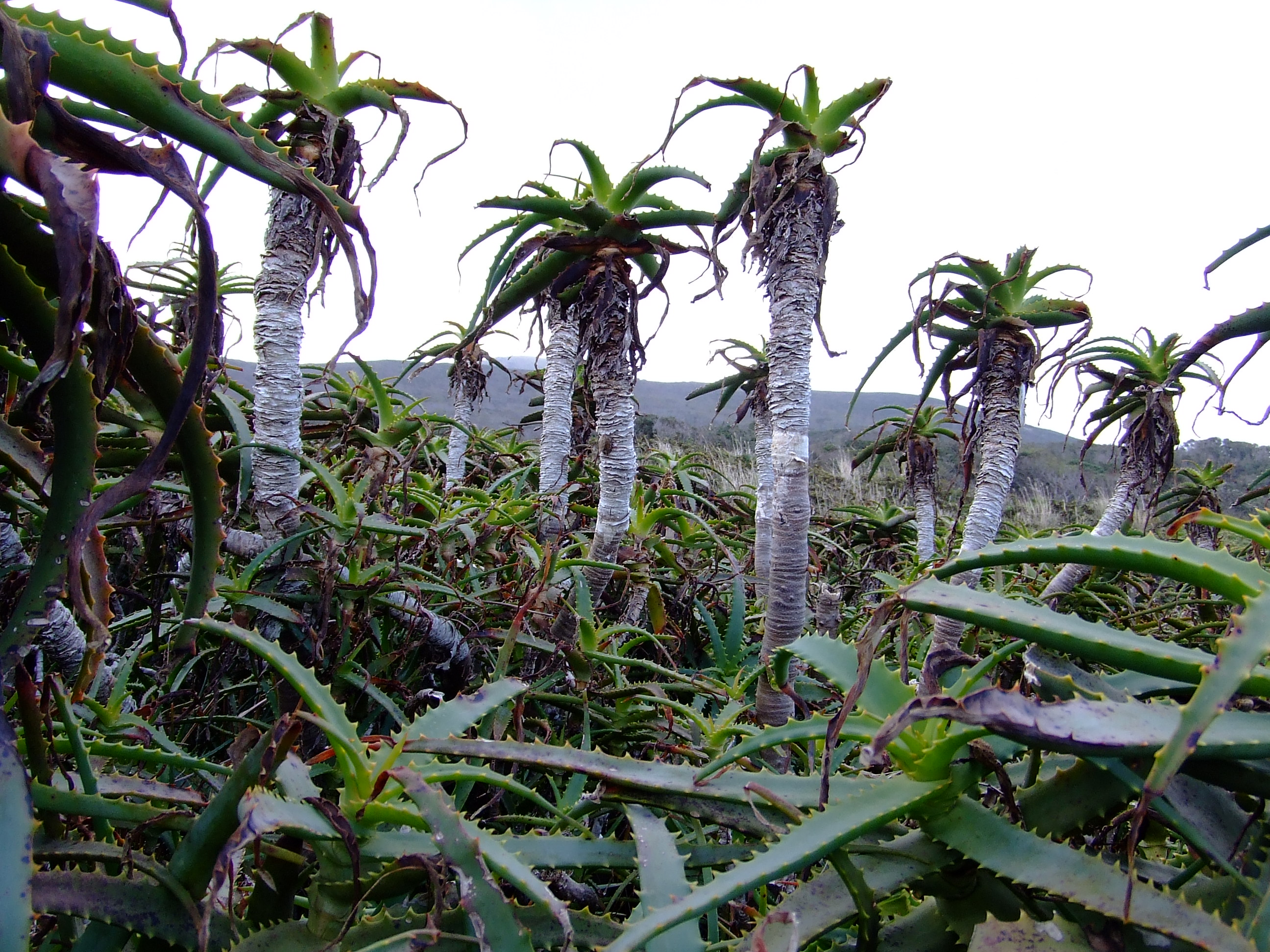
Aloe che cresce sul Monte Hachijō-Fuji
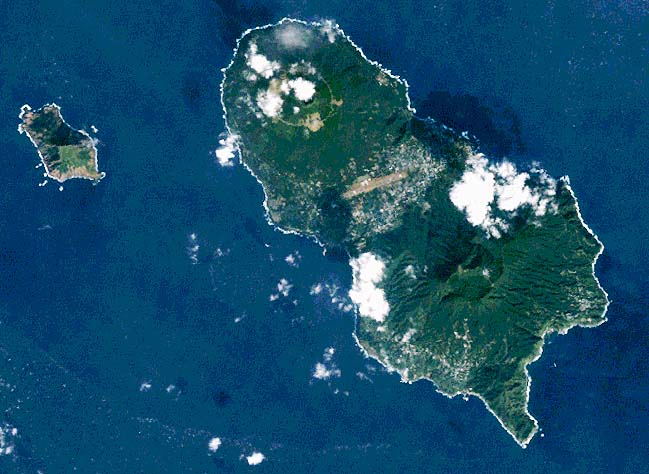
Immagine satellitare: Hachijō-jima e Hachijō-Koshima
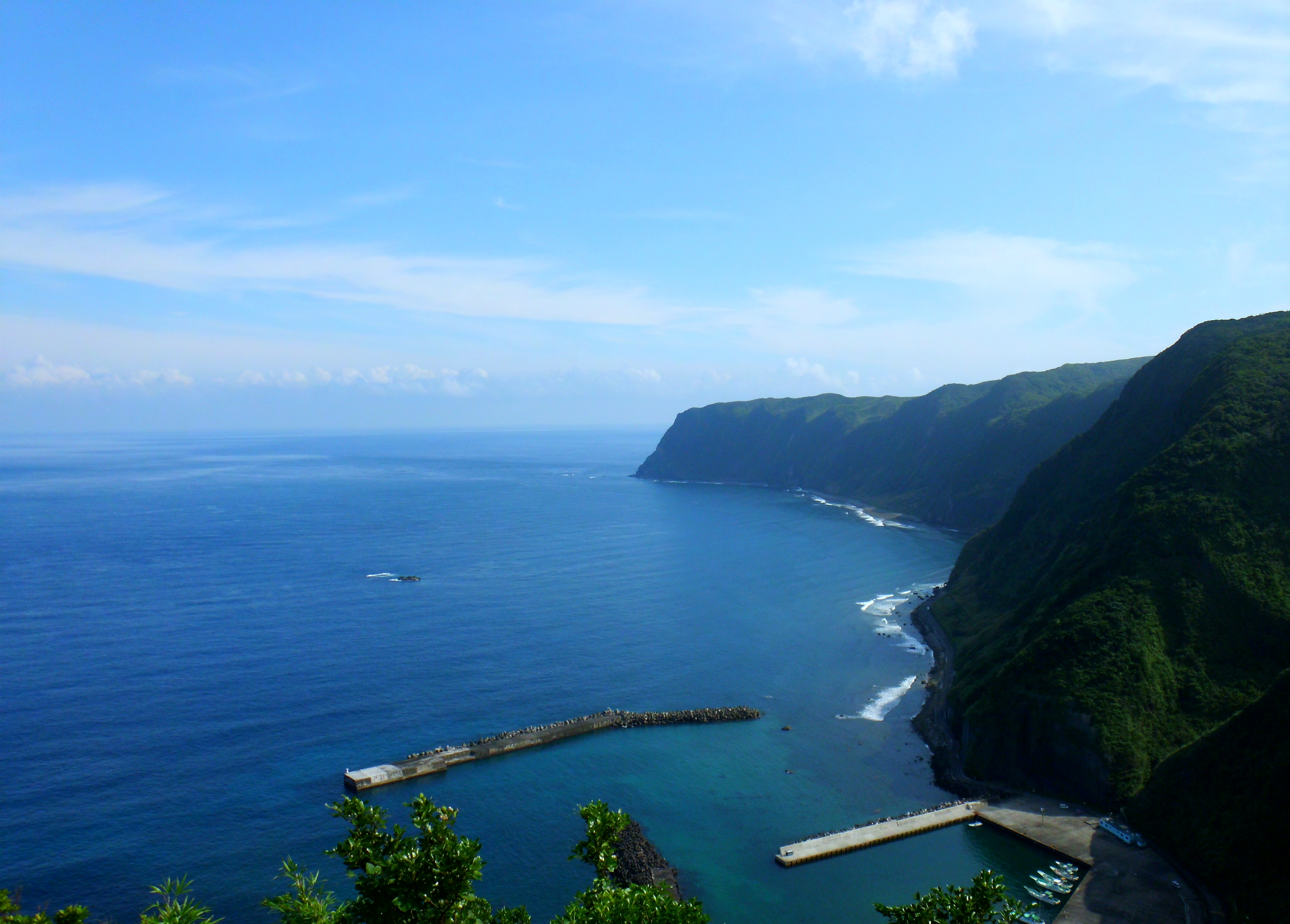
Veduta di Hachijō-jima
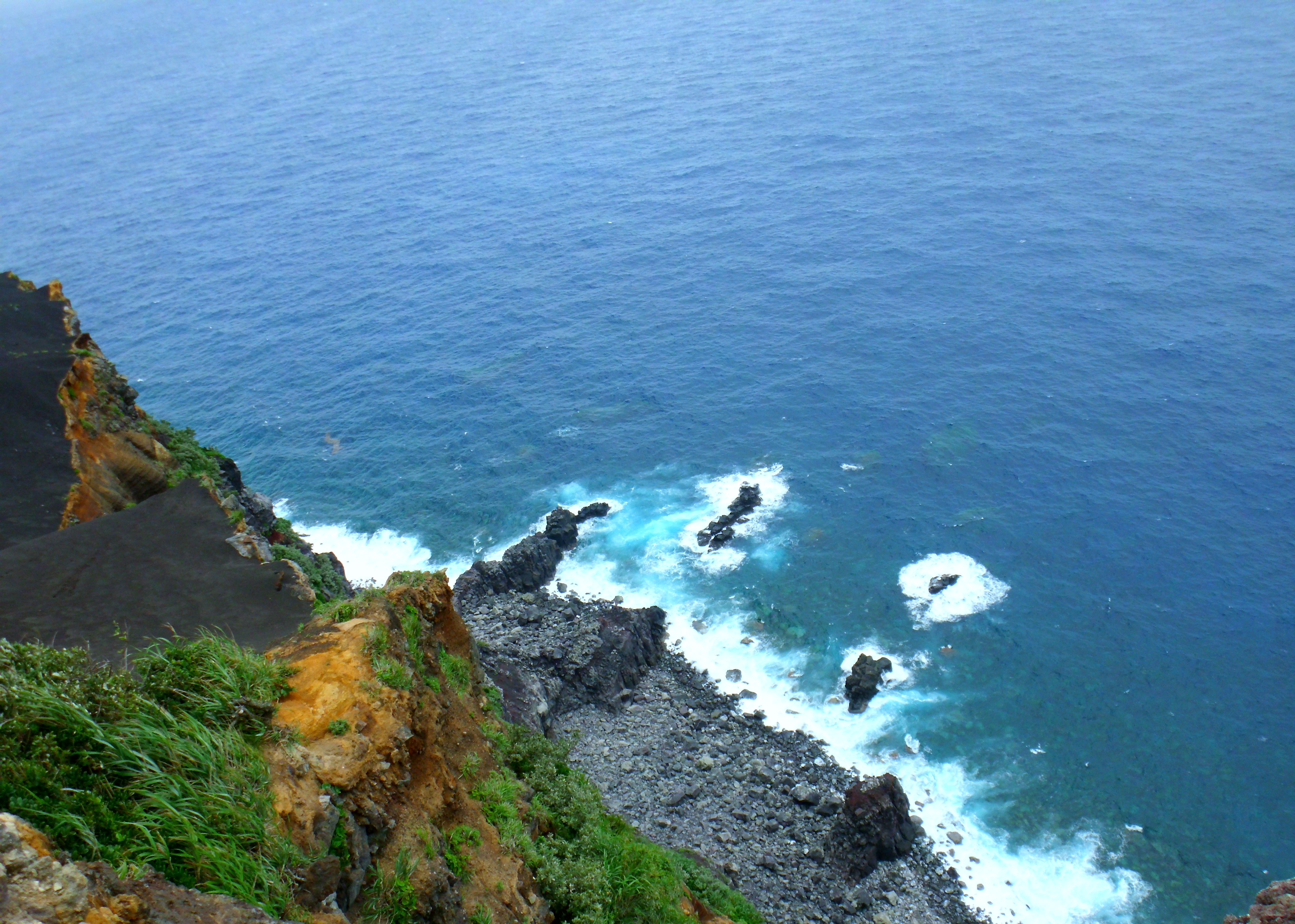
Veduta dalla cima della roccia di Kurosuna, Hachijō-jima